# Grigori Margulis
Grigori Aleksándrovich Margulis (el nombre a menudo escrito Gregory o Grigory) (nacido el 24 de febrero de 1946) es un matemático conocido por su trabajo de gran alcance sobre retículos en los grupos de Lie, y la introducción de métodos de la teoría ergódica para aproximaciones diofantinas. Se le otorgó una Medalla Fields en 1978 y un Premio Wolf en matemática en 2005, convirtiéndose en el séptimo matemático en recibir ambos premios.
Nació en una familia judía en Moscú, URSS. Estudió en la Universidad Estatal de Moscú, comenzando una investigación sobre la teoría ergódica bajo la supervisión de Yákov Sinái. Los primeros trabajos con David Kazhdan produjeron el teorema de Kazhdan-Margulis, un resultado básico en los grupos discretos. Su teorema de la superigidez de 1975 aclaró una área completa de conjeturas clásicas sobre la caracterización de grupos aritméticos entre retículos en grupos de Lie. 
Se le concedió la Medalla Fields en 1978, pero no se le permitió viajar a Helsinki para aceptarla en persona. Su posición mejoró, y en 1979 visitó Bonn, y más tarde pudo viajar libremente, aunque seguía trabajando en un instituto técnico en vez de un departamento de matemática. En 1991 obtuvo una posición de profesor en la Universidad de Yale.
En 1986, Margulis completó la demostración de la conjetura de Oppenheim con formas cuadráticas y aproximaciones diofantinas. Esta era una cuestión que había estado abierta durante medio siglo, donde se hizo un progreso considerable con el método del círculo de Hardy-Littlewood; pero para reducir el número de variables hasta el punto de obtener los mejores resultados posibles, los métodos más estructurales de la teoría de grupos resultaron ser decisivos.
Ha formulado otro programa de investigación en la misma dirección, que incluye la conjetura de Littlewood. Esto ha tenido una extensa influencia.
En 2005, Margulis recibió el Premio Wolf por sus contribuciones a la teoría de retículos, las aplicaciones a la teoría ergódica, la teoría de representación, la teoría de números, la combinatoria y la teoría de la medida.
En 2020 recibe el premio Abel.